# Saint-Germain-la-Campagne

Saint-Germain-la-Campagne este o comună în departamentul Eure, Franța. În 1 ianuarie 2022 avea o populație de 858 de locuitori.